# German Volume Training
Il German Volume Training (GVT), denominato anche 10 sets method o 10 x 10 System, è un tipo di allenamento con sovraccarichi (resistance training) applicato nell'attività di bodybuilding o di weightlifting.

## Origini e introduzione
Il German Volume Training (GVT) o 10 sets method è un metodo di Resistance training ad alto volume che pone le sue radici in Germania. Esso venne riportato alla luce e reso celebre dal famoso coach Charles Poliquin, il quale riferisce che questo sistema sia nato in Germania negli anni settanta e fosse stato reso popolare da Rolf Feser, all'epoca allenatore della nazionale di sollevamento pesi. Ma un protocollo simile era stato promosso anche negli Stati Uniti dal famoso culturista degli anni quaranta e cinquanta Vince Gironda con il nome di 10 sets method o 10 x 10 system. Ad ogni modo si può notare che la versione di Gironda, ideata negli anni cinquanta, differisce significativamente sotto alcuni punti rispetto all'allenamento di Poliquin, tanto da non poter essere considerato lo stesso metodo. Poliquin rese popolare il suo sistema ribattezzandolo come German Volume Training, e rendendolo popolare in un articolo dei metà anni novanta sul defunto giornale di culturismo Muscle Media 2000. Egli sostiene che lo scritto sul GVT fosse stato l'articolo dal maggiore successo di sempre pubblicato da quella testata.
Secondo quanto racconta il coach canadese, in Germania il GVT veniva utilizzato in fase off-season per aiutare i pesisti a guadagnare massa magra. Da quanto egli sostiene, i risultati positivi dati dalla sua applicazione furono tali che gli atleti riuscivano a passare alla categoria di peso superiore entro 12 settimane. Il GVT fu il protocollo principale utilizzato dal pesista canadese Jacques Demers, una medaglia d'argento nel Olimpiadi di Los Angeles (1984) che era stato allenato da Pierre Roy. Jacques era conosciuto nel sollevamento pesi per le sue cosce massicce, e diede credito al GVT per il raggiungimento di un elevato livello di ipertrofia muscolare. Lo stesso metodo è stato utilizzato anche dalla ex culturista e powerlifter Bev Francis agli inizi della carriera da body builder.
Secondo Poliquin, il GVT funziona perché si rivolge a un gruppo di unità motorie, sottoponendole ad uno sforzo ripetuto ad alto volume, in particolare 10 serie di un singolo esercizio. Il corpo si adatta allo stress rispondendo con uno sviluppo di ipertrofia muscolare molto elevata. A detta del coach canadese, potrebbe consentire un guadagno di 10 libbre o più (4,5 chili) in 6 settimane.

## Caratteristiche
Il GVT è essenzialmente un Volume training (termine generico che si riferisce agli allenamenti ad alto volume) che prevede:
- dalle 10 alle 13 serie sui gruppi muscolari grandi (10 serie per gli esercizi fondamentali, e 3 supplementari per gli esercizi di isolamento);
- dalle 3 alle 10 serie per i gruppi muscolari piccoli (o 10 serie di esercizi fondamentali, oppure 3-6 serie di esercizi supplementari di isolamento assieme ai muscoli grandi);

Essendo una forma di Volume training, cioè di allenamento ad alto volume, esso non prevede elevate intensità, soprattutto per quanto riguarda l'interpretazione astratta legata al concetto di massima fatica, quindi non impone di allenarsi al cedimento muscolare, senza contare però gli effetti dell'affaticamento cumulativo. Questo imporrebbe di raggiungere il cedimento nelle serie più avanzate se l'atleta non ha ancora sviluppato una sufficiente resistenza o endurance muscolare. Per quanto riguarda l'interpretazione scientifica del parametro, intesa come percentuale di carico (% 1-RM), le fasi iniziali del programma non prevedono carichi ad alta intensità (80-100% 1-RM), che però potrebbero essere adottati nelle fasi molto avanzate. In termini di percentuale di 1-Repetition Maximum, il GVT per principianti si mantiene tra la bassa e la media intensità, cioè tra il 60 e il 70% 1-RM. Nonostante fosse stato adottato anche dai pesisti, nella sua versione semplificata trattasi di un allenamento mirato a produrre ipertrofia e endurance muscolare, più che forza massimale o potenza muscolare, visti i carichi a media-bassa intensità, la lenta velocità delle ripetizioni, e le varie impostazioni dei parametri di allenamento. Come già menzionato, nelle fasi molto avanzate il GVT può raggiungere però alte intensità più vicine al massimale (85% 1-RM), che rientrano negli allenamenti tipici di forza.

### Punti fondamentali[2]
- Eseguire 10 serie di un esercizio molto produttivo (esercizio base/multiarticolare);
- Sforzarsi di eseguire il numero predeterminato di ripetizioni ad ogni serie;
- Possibilmente alternarlo con l'esercizio antagonista più produttivo;
- Aumentare il carico solo quando riescono ad essere completate tutte le 10 serie con il carico pre-determinato;

### Intensità
L'obiettivo del German Volume Training nelle fasi iniziali è quello di completare 10 serie da 10 ripetizioni con lo stesso peso per ogni esercizio. Solitamente si utilizza un carico equivalente ad un'intensità pari al 60% 1-RM, che equivale indicativamente a 20 ripetizioni massime (20 RM), cioè al cedimento muscolare. È evidente che il GVT non impone il raggiungimento del cedimento muscolare, poiché imposta un numero di ripetizioni inferiore a quelle che sarebbe possibile effettuare con un determinato carico (almeno da non affaticati). L'intensità relativa in realtà non si mantiene sempre al 60% 1-RM, ma essa viene aumentata nei mesocicli avanzati successivi, arrivando potenzialmente al 67-75% 1-RM (10-12 RM) imponendo naturalmente un numero inferiore di ripetizioni rispetto a quelle possibili. Le fasi molto avanzate del programma raggiungono anche carichi teoricamente vicini al massimale, a circa l'85% 1-RM, rientrando nel range di lavoro più adatti allo sviluppo della forza massimale. Per stabilire il carico specifico si può effettuare un calcolo in percentuale sull'alzata massimale, oppure individuarlo con la cosiddetta Target zone effettuando un test diretto utilizzando un carico che permette il numero di ripetizioni massime stabilito. Poliquin raccomanda di tenere un diario su cui segnare le serie, le ripetizioni e i tempi di recupero eseguiti, e contare solo le ripetizioni portate a termine in forma completa e pulita. Dal momento che il GVT imposta un carico costante che non viene variato durante le varie serie di un esercizio, si può sostenere che esso applichi quella modalità che in Italia viene riconosciuta come Mantieni Peso (MP), anche se normalmente tale tecnica prevederebbe il raggiungimento del cedimento muscolare causando di conseguenza un graduale decremento delle ripetizioni col progredire delle serie, cosa che dovrebbe essere evitata con il GVT.

### Cedimento muscolare
Il GVT non prevede il raggiungimento del cedimento muscolare durante le serie. Esso impone normalmente che vengano effettuate un numero determinato di ripetizioni, scegliendo un carico o un'intensità tale da poter permettere potenzialmente più ripetizioni di quelle previste. Questo in quanto impostando dei tempi di recupero incompleti (60-90 secondi), viene a crearsi un affaticamento cumulativo (legato in parte al crescente accumulo di lattato) che con il passare delle varie serie impone una riduzione della forza con un progressivo abbassamento della soglia di cedimento muscolare. Quindi la serie normalmente non deve essere svolta fino al cedimento, una soglia a cui comunque si andrà incontro durante le ultime serie nelle prime fasi proprio a causa dell'affaticamento cumulativo.

### Numero di ripetizioni
Nonostante venga generalmente ritenuto un allenamento "10 x 10" (10 set method appunto), in realtà Poliquin considera che gli ateleti avanzati necessitino di aumentare l'intensità del carico e quindi ridurre il numero di ripetizioni. Per questo motivo il GVT, almeno nella variante riproposta da Poliquin, non sempre prevede 10 serie da 10 ripetizioni. Il numero di ripetizioni nel contesto del GVT è proporzionale all'intensità relativa o al carico utilizzato. Ciò non significa che per ogni carico si svolgeranno più ripetizioni possibili al cedimento, ma che ad ogni percentuale di carico corrisponde un numero di ripetizioni comunque inferiori a quelle che sarebbe possibile eseguire con lo stesso. Per gli atleti principianti, o per coloro che iniziano ad applicare il GVT, si inizia con il 60% 1-RM (circa 20-RM) a cui saranno correlate 10 ripetizioni (non a cedimento). Per l'atleta avanzato, o nelle fasi avanzate di un programma GVT, l'intensità relativa (% 1-RM) aumenta, e viene relazionata con un numero di ripetizioni inferiore, ad esempio equivalente a 5, adatte ad un carico equivalente a circa il 75% 1-RM (10-RM). Nelle fasi avanzate ad alta intensità si possono raggiungere teoricamente carichi anche dell'85-90% 1-RM (4-6 RM) svolgendo 3 ripetizioni. Secondo le indicazioni di Poliquin, gli atleti avanzati dovrebbero aumentare il carico del 6-9% ad ogni riduzione del numero di ripetizioni.

### Volume
Il GVT è un metodo che per definizione enfatizzerebbe il volume dell'allenamento rispetto ai metodi tradizionali. Il volume è un parametro che si ottiene dal calcolo "carico x ripetizioni totali x serie totali" oppure "carico x ripetizioni totali". Considerando che i volume è condizionato anche dal carico, e il carico determina per definizione l'intensità relativa (% 1-RM), il GVT per certi versi sarebbe penalizzato sotto l'aspetto del volume, in quanto utilizza carichi piuttosto ridotti relativi alla bassa intensità (20-RM con uno speed of movement da 4-5 secondi a ripetizione può equivalere a circa il 50%-1RM), molto più bassi di quelli normalmente utilizzati nei protocolli dedicati allo sviluppo dell'ipertrofia muscolare (60-80% 1-RM o 8-15 RM). Ad ogni modo, il numero di serie e di ripetizioni per il singolo gruppo muscolare aumentano la media e il tonnellaggio totale calcolato dal volume. Normalmente infatti nel GVT la media di serie per i gruppi muscolari grandi ammonta a 13 (2 esercizi totali), mentre la media per i gruppi muscolari piccoli oscilla tra le 3 e le 6 serie totali. Poiché il numero di ripetizioni si riduce gradualmente man mano che proseguono le serie (non riuscendo più a completare 10 ripetizioni nelle ultime serie), alcuni autori hanno suggerito che questo decremento sia controproducente perché penalizza il volume totale dell'esercizio, per tanto sarebbe necessario ridurre il carico per riuscire a mantenere 10 ripetizioni in tutte le 10 serie. Il metodo che prevederebbe la riduzione del carico pur di mantenere il numero di ripetizioni a serie invariato comunque non è stato suggerito da Poliquin, il quale sostiene di mantenere invece il carico invariato a scapito delle ripetizioni. Ad ogni modo, anche una riduzione del carico mantenendo le ripetizioni invariate riduce il volume, in quanto il carico è determinante nel calcolo di questa variabile.

### Speed of movement
Per i movimenti ad ampia traiettoria, come lo squat, le dip e le trazioni, Poliquin prescrive tempi come "4-0-X-0", "4-0-2-0", "5-0-X-0", il che significa la parte eccentrica dell'esercizio è di 4 o 5 secondi e la parte concentrica viene compiuta il più rapidamente possibile, o dura al massimo 2 secondi. Per i movimenti a range di movimento più ridotto e gli esercizi secondari, come il curl per bicipiti o le estensioni per tricipiti, si utilizzano invece Speed of movement come "3-0-2-0", "3-0-X-0", "4-0-X-0", o "3-0-3-0". Per come viene segnalato nelle schede di allenamento di Poliquin, si nota un uso preponderante delle Ripetizioni eccentriche, cioè quelle ripetizioni in cui la fase negativa o eccentrica viene prolungata, rallentata o enfatizzata. Esse fanno riferimento alla 1ª cifra della formula dello Speed of movement o Tempo. La fase eccentrica dura dai 4 ai 5 secondi sugli esercizi principali, e dai 2 ai 4 secondi negli esercizi supplementari, mentre quella concentrica o positiva (la 3ª cifra della formula) può essere più rapida possibile (quando viene segnalata una "X"), oppure dura dai 0 ai 3 secondi. Le soste isometriche in massima contrazione e in massimo allungamento (rispettivamente la 2ª e la 4ª cifra) generalmente non vengono prolungate.

### Time Under Tension
Il parametro Time Under Tension (TUT) fa riferimento al tempo di durata della serie. Il GVT prevede un TUT abbastanza prolungato rispetto alla media, perché oltre a considerare il numero medio di ripetizioni, va valutato anche lo Speed of movement o Tempo, cioè quel parametro legato alla durata delle 4 fasi di una ripetizione. Il Tempo standard impiegato nelle serie degli esercizi principali multiarticolari varia indicativamente dai 4 ai 6 secondi a ripetizione. Se le ripetizioni normalmente previste in un GVT base sono 10, significa che il TUT di una serie può durare dai 40 ai 60 secondi. Il TUT e il Tempo previsti nel GVT sono mediamente più prolungati del normale, e coincidono con sforzi di natura anaerobica lattacida particolarmente protratti, che possono rientrare nella modalità di endurance muscolare. Nei programmi GVT avanzati, il numero di ripetizioni subisce un decremento (a causa dell'aumento dell'intensità), quindi mantenendo il Tempo inalterato, anche il TUT decrementa, arrivando potenzialmente a 12-30 secondi, una tempistica tipica dei protocolli di pura ipertrofia o di pura forza.

### Tempo di recupero
Può succedere che alcuni bodybuilder che iniziano ad applicare il metodo possano mettere in discussione il fatto che durante le prime serie il carico non sia abbastanza pesante. Tuttavia viene previsto un tempo di recupero minimo tra le serie che influisce sull'affaticamento cumulativo. Il recupero previsto nelle serie normali varia dai 60 ai 90/100 secondi, mentre nei Super set è di 90-120 secondi. Potrebbe anzi verificarsi una condizione in cui l'atleta riesce a mantenere la forza durante l'8° o la 9ª serie, per via dell'adattamento neurale a breve termine. Data l'importanza dei tempi di recupero, è necessario utilizzare un cronometro per mantenere gli intervalli di riposo costante. Questo è molto importante, in quanto diventa forte la tentazione di allungare il tempo di riposo con la fatica cumulativa. I tempi di recupero incompleti - in genere tra i 60 e i 90 secondi, ma comunque inferiori ai 3 minuti - sono tipici dei programmi di allenamento di ipertrofia che prevedono dalle 8-10 o più ripetizioni (RM), e sono necessari per creare un crescente aumento dei livelli di lattato, connesso con un maggiore stress metabolico e uno stimolo ormonale anabolico (GH) più adatto a creare quell'adattamento fisiologico che è l'ipertrofia muscolare. Ad ogni modo, nelle fasi avanzate di un GVT, in cui verrebbero raggiunte alte intensità (85-90% 1-RM), i tempi di recupero potrebbero essere prolungati arrivando potenzialmente anche a 3 minuti. Questa tempistica in relazione all'alta intensità non viene segnalata da Poliquin, ma a livello scientifico è stata ritenuta adatta per i protocolli di alta intensità (85-100% 1-RM) tipicamente indicati per lo sviluppo della forza massima, in quanto consentono di mantenere la forza durante le serie grazie al completo recupero dei fosfati muscolari, venendo meno influenzati dall'affaticamento muscolare cumulativo.

### Scelta e numero di esercizi
Il GVT prevede di base un solo esercizio per gruppo muscolare. In questo caso sarà necessario selezionare quegli esercizi che reclutano più massa muscolare. Si fa riferimento agli esercizi multiarticolari, detti anche base, che coinvolgono più gruppi muscolari e più articolazioni, mentre non sarebbero ammessi gli esercizi monoarticolari o di isolamento. Quindi lo squat e le distensioni su panca sono ammessi, mentre non sarebbero previsti esercizi come il push down, il curl su panca Scott, leg extension, o il pectoral machine. In realtà in un protocollo GVT vengono introdotti anche esercizi monoarticolari, i quali solitamente vengono tutti scelti per uno stimolo supplementare dei gruppi muscolari già allenati, oppure per uno stimolo di ulteriori muscoli piccoli con minori volumi di lavoro. Tuttavia si nota che nei programmi di Poliquin alcuni esercizi monoarticolari vengono svolti anche come esercizi principali, ad esempio il leg curl per gli ischio-crurali, e il curl su panca Scott per bicipiti. Per il lavoro supplementare sui gruppi muscolari già stimolati, oppure per ulteriori gruppi muscolari piccoli, vengono eseguite 3 serie da 10-20 ripetizioni. Lo stimolo dei gruppi muscolari piccoli rappresenta un lavoro supplementare, quindi effettuare 10 serie risulterebbe nel sovrallenamento.

### Sovraccarico progressivo
Naturalmente, l'atleta non sarà in grado di compiere tutte le 10 serie con 10 ripetizioni, in quanto l'insorgere della fatica cumulativa impone una riduzione crescente della soglia di cedimento muscolare. Così, inizialmente dopo circa 3 o 4 serie si sarà costretti ad eseguire meno di 10 ripetizionia causa dell'incapacità muscolare. Una volta che l'atleta è in grado di eseguire 10 serie da 10 ripetizioni con intervalli di riposo costanti, un risultato che si ottiene dopo qualche settimana, si aumenta il carico del 2,5-5%, e si ripete il processo. Si raccomanda di evitare l'uso tecniche speciali come ripetizioni forzate, ripetizioni negative o ripetizioni parziali. Il volume di lavoro così impostato può bastare per produrre ipertrofia.

### Frequenza
Poiché il GVT impone un'elevata densità e fatica fisica. Ad ogni modo Poliquin raccomanda una sessione di allenamento ogni quattro-cinque giorni per parte corporea, che si traducono in tre giorni di allenamento (A-B-C) ogni cinque giorni. Poliquin non fa riferimento alla frequenza di allenamento valutandola nell'arco di una settimana, ma piuttosto su cinque giorni. Considerando questo, emerge che in una settimana riesce ad essere compiuto un microciclo (A-B-C) con l'aggiunta di un allenamento del microciclo successivo (A), risultando in quattro allenamenti su sette giorni.

### Sintesi
Il principi del GVT in sintesi si concentrano su:
- intensità variabile (50-85% 1RM);
- alto volume (in media 26 serie);
- alta densità;
- medio-alta frequenza (quattro giorni su sette o tre su cinque);
- Time Under Tension variabile (12-60 secondi);
- tempi di recupero normalmente incompleti (60-100 s);
- medie-basse ripetizioni (3-10);
- prevalenza ripetizioni eccentriche;
- Speed of movement "4-0-X-0" o "3-0-2-0";
- cedimento muscolare non previsto;
- assenza di tecniche speciali;
- prevalenza di esercizi multiarticolari (base);
- limitazione di esercizi monoarticolari (isolamento);
- solo modalità Split routine;
- sovraccarico progressivo;

## Ricerca scientifica
Sorprendentemente, il GVT è stato recentemente oggetto di una ricerca da parte di Baker e Newton (2009) della Edith Cowan University, Perth, Australia dell'est. Lo studio analizzò gli effetti acuti di un GVT per la parte superiore del corpo sull'emissione della potenza nella parte superiore del corpo di 20 giocatori di rugby professionisti e con esperienza nell'allenamento con i pesi. A causa dell'alto volume e dell'alto grado di affaticamento indotto dal protocollo, i ricercatori riportarono che questo tipo di esercizio portasse sul breve termine ad un impatto negativo sull'emissione della potenza con una riduzione immediata del 23%, e una soppressione del 18% dopo 7 minuti di recupero passivo. I ricercatori conclusero che il GVT non fosse adatto per essere praticato prima di un allenamento con i pesi per la potenza. Lo studio dimostrò anche come il GVT potesse avere un impatto cardiovascolare favorevole. Durante l'esecuzione della panca piana, la frequenza cardiaca raggiunse livelli tra 150 e 160 bpm durante le ultime fasi del programma, mentre tra i recuperi raggiungeva livelli attorno ai 120 bpm. La ricerca mostrò come il GVT potesse risultare in un buon condizionamento cardiovascolare.
È necessario tuttavia precisare le limitazioni dello studio. Baker e Newton infatti proposero un modello modificato del GVT, snaturandolo a tal punto da non poterlo paragonare all'originale. I soggetti praticavano 10 serie x 10 ripetizioni di 3 esercizi, ma per ogni esercizio eseguivano una serie rispettiva. Ad esempio, se nella scheda era prevista la panca piana, il rematore con manubri e il crunch, gli atleti eseguivano una serie di panca, seguita da una serie di rematore, seguita da una serie di crunch, per poi ripetere il ciclo. Di conseguenza, benché venissero previste 10 serie da 10 ripetizioni, le serie per un esercizio non venivano eseguite consecutivamente, ma venivano alternate con le serie degli altri esercizi previsti. Un'altra grande distinzione tra i protocollo presentato da Baker e il GVT originale, è che i tempi di recupero previsti tra le serie degli esercizi ammontavano a circa 20-30 secondi, mentre al termine delle 3 serie dei 3 rispettivi esercizi, la pausa ammontava a 3 minuti. Quindi, gli atleti eseguivano una serie di panca, dopo 20-30 secondi eseguivano una serie di rematore, dopo 20-30 una serie di crunch, e al termine delle 3 serie dei 3 esercizi veniva impostato un recupero di 3 minuti. Questo procedimento veniva ripetuto per 10 volte così da permettere 10 serie totali per ogni esercizio. Nel GVT originale i tempi di recupero si mantengono in un range differente, oscillando tra 60 e 90 secondi. Infine, un'altra grande distinzione era lo scalamento del carico quando gli atleti non riuscivano più a portare a termine 10 ripetizioni a serie con il carico iniziale. Il GVT di Poliquin al contrario prevedeva di mantenere il carico invariato in tutte le 10 serie anche se le ripetizioni delle ultime serie erano inferiori a 10.

## Differenze con il sistema 10 x 10 di Gironda
Effettivamente l'originale schema 10 x 10 venne concepito da Vince Gironda, che lo promosse negli anni cinquanta e sessanta, ancora prima dell'ultizzo da parte dei pesisti olimpici tedeschi degli anni settanta. Poliquin dichiarò di avergli attribuito il titolo di German Volume Training perché era stato usato dalla nazionale di sollevamento pesi tedesca. Il famoso coach e bodybuilder Christian Thibaudeau avanza ulteriori ipotesi sulla connessione tra l'allenamento di Gironda e quello dei pesisti tedeschi:
- dal momento che gli allenatori di sollevamento pesi russi degli anni cinquanta e sessanta avevano letto i libri di Bob Hoffman (il padre della pesistica americana) per ottenere informazioni su come si allenavano i loro omologhi americani, allora è possibile che anche gli allenatori tedeschi avessero preso ispirazione dagli articoli di Gironda e sperimentato il sistema 10 x 10;
- in uno dei suoi articoli (Ironman, marzo 1976) Gironda parla nel fare più lavoro per unità di tempo e dichiara: "Nel 1925, gli scienziati tedeschi hanno scoperto che per ottenere muscoli di grandi dimensioni è necessario aumentare l'intensità del lavoro entro un determinato periodo. Ciò significa che non importa quanto lavoro si fa. Ciò che conta è la velocità in cui si fa". Quindi è possibile che alcune persone che si ispirarono ai suoi metodi supposero che il suo "10 x 10" fosse stato influenzato dagli scienziati tedeschi citati. Questa conclusione comunque sarebbe da escludere, visto che l'ideatore del titolo GVT è proprio Poliquin, che dichiara esplicitamente un'altra versione di come questo nome gli fu attribuito;
- l'ultima ipotesi è che sia gli allenatori tedeschi che Vince Gironda inventarono entrambi un sistema 10 x 10 senza venire influenzati l'uno dall'altro, visto che non può essere escluso che due persone abbiano la stessa idea. Per essere del tutto precisi, Gironda effettivamente non affermò mai di essere l'unico creatore del 10 x 10;

Tuttavia, il GVT di Poliquin e il "10 x 10" di Gironda trovano delle chiare distinzioni. La variante ideata dal secondo sembra essere più dura e impegnativa. Il GVT prevede di eseguire 10 serie da 10 ripetizioni di un esercizio per ogni gruppo muscolare, con 60-90 secondi di riposo tra le serie. Mentre secondo la filosofia di Gironda, era necessario svolgere più lavoro in meno tempo. Egli raccomandava di applicare recupero di meno di 60 secondi. Trenta secondi erano i tempi standard, ma sembra che i suoi atleti migliori applicassero solo 15 secondi di riposo. Ma c'è un'ulteriore distinzione tra i due metodi. Mentre il GVT applica il 10 x 10 come un vero e proprio allenamento per tutti i gruppi muscolari in Split routine nell'ambito di un ciclo di allenamento, il "Gironda's 10 x 10" era stato concepito come un ciclo di specializzazione: veniva utilizzato per un solo gruppo muscolare, presumibilmente carente, in una fase in cui era ricercato un suo rapido miglioramento. In origine, Gironda usava il sistema 10 x 10 per tutto il corpo, ma presto si accorse che per la maggior parte dei suoi allievi risultava in un volume di lavoro eccessivo. Così decise di usarlo come una specializzazione solo per singoli gruppi muscolari, e ridurre di metà il volume sugli altri muscoli. Si nota comunque che per l'elaborazione del GVT, Poliquin sia stato influenzato dalla ricerca scientifica contemporanea, mentre è comprensibile che la variante datata di Gironda fosse stata concepita su basi puramente empiriche e istintive data la scarsa evoluzione scientifica di allora. Tempi di recupero di 15-30 secondi per 10 serie da 10 ripetizioni non sarebbero paragonabili agli effetti di un programma GVT, per tanto si può concludere che questi siano allenamenti sostanzialmente diversi. Se solo il GVT di Poliquin può essere considerato un allenamento di endurance muscolare data la bassa intensità dei carichi, le pause brevi e i lunghi Time Under Tension, il "Gironda's 10 x 10" appare un puro allenamento di endurance che impone il sollevamento di carichi a bassissima intensità, date appunto le pause molto brevi. Esso infatti sembra avere punti in comune con il tradizionale Circuit training viste queste caratteristiche.

## Controversie
Sebbene organizzato in maniera molto metodica, il GVT presenta alcune controversie. La più rilevante tra tutte è il rapporto tra il numero di ripetizioni e l'intensità relativa (% 1-RM). Secondo Poliquin, le ripetizioni effettuate dovrebbero essere sempre inferiori a quelle che sarebbero permesse dalla resistenza specifica o intensità relativa (% 1-RM), una metodica molto comune negli allenamenti di stampo Volume training. Significa che il numero di ripetizioni è proporzionale al carico nel senso che, se viene adoperato un carico relativo al 75% 1-RM, che equivalgono a 10 RM (ripetizioni massime a cedimento), viene imposto all'atleta di eseguire meno ripetizioni di quelle possibili interrompendo l'attività parecchio prima del cedimento muscolare. Tuttavia non si è considerato che nel test per stimare l'intensità relativa, le ripetizioni eseguite non vengono compiute con un Tempo (o Speed of movement) così rallentato come quello previsto nel GVT. Quindi, prendendo come esempio il 75% 1-RM, questo equivale a 10 RM se la velocità o il Tempo di esecuzione risulta normale. Naturalmente se il Tempo di esecuzione delle ripetizioni viene come minimo raddoppiato rispetto ad un andamento normale, questo significa che a parità di carico (ad esempio 75% 1-RM) riescono ad essere effettuate molte meno ripetizioni (molte meno di 10). Considerando che il GVT impone un Tempo medio di 5 secondi a ripetizione, non è possibile basarsi sulla percentuale di carico per impostare i carichi adeguati, in quanto la stima di questa percentuale per definizione di basa su ripetizioni con andamento normale. Se venisse adoperato un carico relativo al 75% 1-RM, che permette indicativamente 10 RM con un Tempo normale, secondo il GVT bisognerebbe compiere con questo carico 5 ripetizioni non a cedimento, ma naturalmente allungando il Time Under Tension della serie di 2-3 volte, il cedimento insorgerebbe potenzialmente entro la 5° ripetizione se non prima. Poliquin si è quindi basato sulla percentuale di carico per impostare i carichi e le relative ripetizioni, senza considerare che questo parametro viene stabilito con uno Speed of movement normale e standardizzato, quindi rallentando la velocità delle ripetizioni questa stima si rivela largamente imprecisa. Non è possibile applicare l'intensità relativa o la percentuale di carico per stabilire il numero di ripetizioni previste, in quanto il rallentamento dello Speed of movement altera notevolmente la stima delle ripetizioni possibili. L'ideale sarebbe effettuare un test diretto di ripetizioni massime a cedimento introducendo il Tempo specifico previsto nell'esercizio. Se l'atleta deve individuare i suoi 10 RM con un Tempo "4-0-2-0" per poter eseguire 5 ripetizioni nell'esercizio previsto, allora dovrà individuare un carico per gli imponga di raggiungere il cedimento alla 10ª ripetizione con questo preciso andamento tramite dei test diretti. Sarà questo il carico che dovrà sollevare per eseguire 5 ripetizioni non a cedimento, e non il 75% 1-RM, il quale risulterà naturalmente molto più alto del primo. È necessario tenere conto che l'intensità relativa nel GVT non ha valore per determinare il numero di ripetizioni, sempre se lo Speed of movement prolungato tipico del GVT viene rispettato.
Come ulteriore contraddizione, Poliquin sostiene che il GVT debba includere soltanto esercizi multiarticolari, soprattutto per i gruppi muscolari principali, per il fatto che coinvolgono più gruppi muscolari e più articolazioni, e portano ad un maggiore stimolo metabolico, mentre non sarebbero ammessi i monoarticolari. In realtà si nota che vengono comunemente introdotti anche molti esercizi monoarticolari, soprattutto gli esercizi supplementari per i muscoli principali già allenati, oppure per i gruppi muscolari piccoli. Come precedentemente riportato, si nota che alcuni esercizi monoarticolari vengono svolti anche come esercizi principali, ad esempio il leg curl per gli ischio-crurali, e il curl su panca Scott per bicipiti.
Poiché il GVT fonda la sua strategia sul volume a scapito dell'intensità, alcuni autori (Baker, 2009) hanno suggerito che il numero di ripetizioni non debba essere ridotto al di sotto del numero previsto con il progredire delle serie, riducendo piuttosto il carico. Ciò appare in contrasto con le indicazioni di Poliquin, in cui non viene indicata la riduzione del carico durante le 10 serie quanto piuttosto delle ripetizioni. In altri termini, per non ridurre il volume, Baker suggerisce di adottare la strategia che prevede di ridurre il carico tra i 2.5 e i 5 kg dopo aver fallito nel terminare una serie (quando le 10 ripetizioni previste non vengono raggiunte) o quando l'atleta crede che nella serie successiva non riuscirà a completare le ripetizioni previste. Secondo l'autore, se un atleta mantiene lo stesso carico riducendo progressivamente le ripetizioni ad ogni serie a causa della fatica cumulativa, questa procedura penalizzerebbe il volume e quindi non sarebbe una metodologia prevista nel GVT. Nell'ambiente culturistico nazionale, questa modalità prende il nome di Mantieni Ripetizioni (MR), strategia che consiste appunto nel ridurre progressivamente il carico ad ognuna delle serie pur di mantenere il numero di ripetizioni costante e invariato durante il gruppo di serie multiple previste in un dato esercizio. Nonostante la tecnica MR venga normalmente applicata nelle serie a cedimento, questa potrebbe essere utilizzata anche nelle serie non a cedimento come quelle previste nel GVT. Esistono in realtà un paio di contraddizioni nelle indicazioni di Baker. In primo luogo, come menzionato poco sopra, il GVT come descritto da Poliquin prevede la strategia del Mantieni Peso (MP), ovvero sacrifica il numero di ripetizioni totali pur di mantenere il carico invariato. In secondo luogo, non solo il decremento delle ripetizioni totali incide in negativo sulla riduzione del volume, ma anche il decremento del carico. Per tanto, che si riduca il carico a scapito delle ripetizioni o viceversa, in entrambi i casi il volume viene ridotto. In sintesi, il metodo proposto da Baker non sarebbe una strategia sufficiente a prevenire la riduzione del volume nel gruppo di 10 serie.

## Esempi di programma GVT

### Programma GVT base[3]

#### Frequenza su microciclo di cinque giorni
- Giorno 1: A. Gran pettorale e Gran dorsale
- Giorno 2: B. Cosce, Polpacci, Addominali
- Giorno 3: riposo
- Giorno 4: C. Deltoidi, Bicipiti, Tricipiti
- Giorno 5: riposo

#### Fase 1
La "fase 1" del GVT si basa su microcicli di cinque giorni all'interno dei quali vengono distribuiti tre giorni di allenamento. In questo caso i giorni di riposo vengono collocati tra il 2° e il 3° allenamento, e tra il 4º e ultimo giorno e l'inizio del nuovo microciclo. Una volta applicato questo programma per 5 microcicli, si passa ad un modulo più intenso di 3 settimane.

##### A. Gran pettorale e Gran dorsale
- Distensioni su panca con bilanciere 10 x 10 90" (4-0-X-0)
- Trazioni alla sbarra 10 x 10 90" (4-0-X-0)
- Croci su panca inclinata 3 x 10-12 60" (3-0-2-0)
- Rematore monolaterale manubrio 3 x 10-12 60" (3-0-2-0)

##### B. Cosce, Polpacci, Addominali
- Squat bilanciere 10 x 10 90" (4-0-2-0)
- Leg curl prono 10 x 10 90" (4-0-X-0 )
- Leg raise al cavo 3 x 20-25 60" (2-0-2-0)
- Seated calf machine 3 x 20-25 60" (2-0-2-0)

##### C. Deltoidi, Bicipiti, Tricipiti
- Dip alle parallele 10 x 10 90" (4-0-X-0)
- Hammer curl panca inclinata 10 x 10 90" (4-0-X-0)
- Alzate laterali 3 x 10-12 60" (2-0-X-0)
- Alzate laterali su panca 3 x 10-12 60" (2-0-X-0)

#### Fase 2
Dopo aver completato 6 microcicli della durata di cinque giorni (con tre giorni di allenamento), Poliquin raccomanda di far seguire una fase di 3 settimane in cui la media delle ripetizioni ammonta a 6-8, e di svolgere solo 4-6 serie per parte corporea dopo un ciclo di cinque giorni, oppure si può organizzare un'altra Split routine che permetta una fase di recupero. Dopo queste 3 settimane di scarico, si può ritornare all'applicazione del GVT svolgendo una routine per i muscoli grandi da 10 serie per 6 ripetizioni. Negli esercizi in cui vengono prescritte per 10 serie, ora si utilizza un carico con che permetterebbe 12 ripetizioni massime (12 RM). L'intensità relativa (% 1-RM) quindi viene aumentata passando dal 60% 1-RM a circa il 67-70% 1-RM. L'obiettivo in questa fase è quello di fare 10 serie da 6 ripetizioni con questo carico.

##### A. Gran pettorale e Gran dorsale
- Distensioni su inclinata manubri 10 x 6 90" (5-0-X-0)
- Trazioni alla sbarra 10 x 6 90" (5-0-X-0)
- Croci su piana manubri 3 x 6 60" (3-0-1-0)
- Rematore bilanciere (EZ bar) 3 x 6 60" (3-0-1-0)

##### B. Cosce, Polpacci, Addominali
- Stacco da terra con manubri 10 x 6 90" (5-0-X-0)
- Seated leg curl (piedi intrarotati) 10 x 6 90" (5-0-X-0)
- Crunch con torsione 3 x 12-15 60" (3-0-3-0)
- Standing calf machine 3 x 12-15 60" (3-0-3-0)

##### C. Deltoidi, Bicipiti, Tricipiti
- Distensioni strette panca piana con catene 10 x 6 90" (5-0-X-0)
- Curl bilanciere panca Scott (EZ bar) 10 x 6 90" (5-0-X-0)
- Extrarotazioni monolaterali seduto 3 x 10-12 60" (3-0-1-0)
- Alzate laterali proni su inclinata 3 x 10-12 60" (2-0-X-0)

#### Conclusioni
- il GVT base per principianti o intermedi prevede il mantenimento della Fase 1 per 6 settimane (o meglio sei microcicli da cinque giorni);
- una volta terminata questa prima parte segue una fase di scarico di tre settimane;
- si passa alla fase 2 per tre settimane (tre microcicli da cinque giorni);
- dopo questo, segue un'ulteriore fase di scarico per poi passare al programma avanzato;

### Programma GVT avanzato[2]
Dal momento che l'atleta avanzato necessita di eseguire il gesto atletico a maggiore intensità (% 1-RM), Poliquin sostiene che questa categoria di soggetti debba allenarsi dal principio con carichi maggiori, e quindi eseguire inferiori ripetizioni, poiché intensità inferiori risulterebbero troppo basse. Per la precisione vengono prescritte cinque ripetizioni non a cedimento con un carico che ne permetterebbe dieci a cedimento, equivalenti al 75% 1-RM. Anche in questo caso la frequenza di allenamento rimane la medesima del programma base, cioè un protocollo da tre giornate Split routine (A-B-C) distribuite all'interno di un microciclo di cinque giorni, cosicché ogni parte corporea venga allenata ogni cinque giorni. L'esempio elenca però due protocolli diversi per ogni Split routine, facendo in modo che un protocollo specifico per gruppo muscolare venga ripetuto ogni dieci giorni. In altri termini vengono eseguiti 2 diversi microcicli (A1-B1-C1 e A2-B2-C2) in sequenza alternata, interrotti da un giorno di riposo. Il programma avanzato dovrebbe durare un totale di 55 giorni all'interno dei quali viene alternata l'esecuzione dei due microcicli.

#### Frequenza su microciclo di cinque giorni
- Giorno 1: A1. Gran pettorale e Gran dorsale
- Giorno 2: B1. Cosce, Polpacci
- Giorno 3: riposo
- Giorno 4: C1. Bicipiti, Tricipiti
- Giorno 5: riposo

- Giorno 1: A2. Gran pettorale e Gran dorsale
- Giorno 2: B2. Cosce, Polpacci
- Giorno 3: riposo
- Giorno 4: C2. Bicipiti, Tricipiti
- Giorno 5: riposo

#### Microciclo 1

##### A1. Gran pettorale e Gran dorsale
- Distensioni su inclinata bilanciere 10 x 5 100" (4-0-X-0)
- Trazioni alla sbarra con inclinazione 10 x 5 100" (4-0-X-0)
- Dip alle parallele 3 x 6-8 90" (4-0-X-0)
- Rematore manubrio monolaterale 3 x 6-8 90" (4-0-X-0)

##### B1. Cosce, Polpacci
- Squat 10 x 5 100" (4-0-X-0)
- Prone leg curl punte extrarotate 10 x 5 100" (4-0-X-0)
- Affondi con manubri 3 x 6-8 90" (3-0-X-0)
- Mezzi stacchi alla rumena 3 x 6-8 90" (4-0-X-0)

##### C1. Bicipiti, Tricipiti
- Curl manubri panca inclinata 10 x 5 100" (3-0-X-0)
- Distensioni panca presta stretta 10 x 5 100" (3-0-X-0)
- Curl inverso bilanciere spesso 3 x 6-8 90" (3-0-X-0)
- Estensioni dietro la testa seduti (EZ) 3 x 6-8 90" (4-0-X-0)

#### Microciclo 2

##### A2. Gran pettorale e Gran dorsale
- Distensioni su inclinata bilanciere 30° 10 x 5 100" (4-0-X-0)
- Trazioni alla sbarra presa stretta 10 x 5 100" (4-0-X-0)
- Distensioni su piana manubri 3 x 6-8 90" (4-0-X-0)
- Rematore manubrio monolaterale (abduzione gomiti) 3 x 6-8 90" (4-0-X-0)

##### B2. Cosce, Polpacci
- Squat frontale con gradino 10 x 5 100" (4-0-X-0)
- Prone leg curl punte intrarotate 10 x 5 100" (4-0-X-0)
- Farmer's walk 3 x 45 metri 90"
- Reverse leg curl 3 x 6-8 90" (4-0-X-0)

##### C2. Bicipiti, Tricipiti
- Zottmann curl seduto 10 x 5 100" (3-0-X-0)
- Distensioni su declinata presa stretta 10 x 5 100" (3-0-X-0)
- Reverse curl su panca Scott (pr. stretta) 3 x 6-8 90" (3-0-X-0)
- Estensioni dietro la testa ai cavi bassi 3 x 6-8 90" (3-0-X-0)

### Rapporto carichi/ripetizioni[2]
Per l'atleta avanzato, la varietà di allenamento risulta più importante per provocare l'adattamento. Per questi soggetti Poliquin applica un sistema chiamato il "metodo 4%". Esso consiste nell'aumentare il carico dal 4 al 5% ad ogni allenamento per i due allenamenti di fila, e ridurre le ripetizioni sottraendone una per ogni aumento di peso. Poi ridurre il peso dal 4 al 5% e aumentare le ripetizioni rispetto al punto di partenza. Queste serie di esempi non elenca delle routine di allenamento complete come le precedenti, ma si limita ad elencare le modalità e la progressione dei carichi da applicare su un esercizio ipotetico da parte di un atleta avanzato.

#### Allenamento 1
- Serie 1: 102 kg x 5 rip.
- Serie 2: 102 kg x 5 rip.
- Serie 3: 102 kg x 5 rip.
- Serie 4: 102 kg x 5 rip.
- Serie 5: 102 kg x 5 rip.
- Serie 6: 102 kg x 5 rip.
- Serie 7: 102 kg x 4 rip.
- Serie 8: 102 kg x 4 rip.
- Serie 9: 102 kg x 3 rip.
- Serie 10: 102 kg x 3 rip.

Nell'esempio di allenamento 1, 102 kg permettono all'atleta ipotetico di eseguire 10 RM, che corrispondono al 75% 1-RM. Verranno eseguite 5 ripetizioni a serie (non a cedimento). Si nota che dopo la 6ª serie, l'atleta comincia a perdere forza a causa dell'affaticamento cumulativo, riuscendo a completare sempre meno ripetizioni.

#### Allenamento 2
- Serie 1: 106 kg x 4 rip.
- Serie 2: 106 kg x 4 rip.
- Serie 3: 106 kg x 4 rip.
- Serie 4: 106 kg x 4 rip.
- Serie 5: 106 kg x 4 rip.
- Serie 6: 106 kg x 4 rip.
- Serie 7: 106 kg x 4 rip.
- Serie 8: 106 kg x 4 rip.
- Serie 9: 106 kg x 4 rip.
- Serie 10: 106 kg x 4 rip.

Nell'esempio di allenamento 2 l'atleta aumenta il carico del 6-7%, arrivando ad un'intensità relativa di circa l'83% 1-RM, che in termini di ripetizioni massime (RM) ne permetterebbe indicativamente circa 7. In questo caso l'atelta svolgerà 4 ripetizioni (non a cedimento). Al contrario dell'allenamento 1, anche se il carico è stato aumentato, l'atleta ha sviluppato una maggiore resistenza alla fatica, e, anche a causa delle ripetizioni piuttosto basse, riesce a completarne 4 per ogni serie fino all'ultima.

#### Allenamento 3
- Serie 1: 115 kg x 3 rip.
- Serie 2: 115 kg x 3 rip.
- Serie 3: 115 kg x 3 rip.
- Serie 4: 115 kg x 3 rip.
- Serie 5: 115 kg x 3 rip.
- Serie 6: 115 kg x 3 rip.
- Serie 7: 115 kg x 3 rip.
- Serie 8: 115 kg x 3 rip.
- Serie 9: 115 kg x 3 rip.
- Serie 10: 115 kg x 3 rip.

Nell'esempio di allenamento 3 l'atleta aumenta il carico dell'8-9% rispetto all'allenamento 1, arrivando ad un'intensità relativa di circa l'85% 1-RM, che in termini di ripetizioni massime (RM) ne permetterebbe circa 6. Il numero di ripetizioni previste ammonta a 3 per serie, e anche in questo caso l'atleta dovrebbe aver sviluppato una resistenza muscolare tale da riuscire a compiere tutte le ripetizioni previste in ogni serie fino alla 10ª.

#### Allenamento 4
Nell'allenamento 4 si mantengono i carichi dell'allenamento 2 svolgendo 10 serie da 5 ripetizioni, che dovrebbero essere compiute facilmente. Essenzialmente viene eseguita una ripetizione in più rispetto all'allenamento 2, mantenendo gli stessi carichi.

#### Allenamento 5
Nell'allenamento 5 si usano i carichi dell'allenamento 3 svolgendo 10 serie da 4 ripetizioni, che anche in questo caso dovrebbero essere compiute facilmente. Come nel precedente, viene compiuta una ripetizione in più con lo stesso carico dell'allenamento 3.

#### Allenamento 6
Nell'allenamento 6 si aumenta il carico a 125 kg svolgendo 10 serie da 3 ripetizioni. Il carico viene aumentato quindi di circa l'8-9% rispetto all'allenamento 3, che in precedenza era stato quello dove si era utilizzato più carico. L'allenamento 6 rappresenta quindi la sessione in cui vengono raggiunti definitivamente nuovi guadagni di forza e resistenza, oltre che di ipertrofia.

## Altri metodi di resistenza
- Circuit Training (CT)
- Peripheral Heart Action (PHA)
- High Volume Training (HVT)
- Weider system
- High Tension Training (HTT)
- High Intensity Training (HIT)/Heavy Duty (HD)
- Position of Flexion (POF)
- German Body Composition (GBC)
- Hypertrophy-Specific Training (HST)
- Escalating Density Training (EDT)
- Paired set training
- Power factor training
- Static contraction training
- Body contact
- Zone training
- Metabolic resistance training (MRT)
- Fascial Stretch Training (FST-7)
- Breve intenso infrequente organizzato (BIIO)